# Бомбейский замок
Замок Бомбей (англ. Bombay Castle, известный также как Casa da Orta) — одно из старейших оборонительных сооружений, возведённых в Мумбаи (бывший Бомбей), Индия. Замок был выстроен британцами на месте особняка, построенного знатным португальцем Гарсией де Орта. В 1554—1570 годах Орта арендовал остров Бомбей у короля Португалии.
Замок был построен из местного голубого камня Курла (Kurla) и красного латерита из региона Конкан, расположенного к югу от Мумбаи. В 1662 году остров перешёл в руки англичан, а в 1665 замком завладела Ост-Индийская компания. На протяжении следующих десяти лет компания строила оборонительные сооружения вокруг поместья. Приблизительно в то же время была возведена стена вокруг нового городского центра. Фрагменты стены всё ещё можно увидеть в некоторых местах, несмотря на то, что она была разрушена в 1865 году после стремительного роста города.
Сохранилось несколько записей о первозданном португальском замке, и историки пытаются по кусочкам воссоздать оригинальное поместье. Замок состоит из четырёх ромбовидных бастионов, также сохранились два из трех въездов. Двое ворот поместья расположены на территории индийской военно-морской базы Ангре (INS Angre) в южном Мумбаи. Также имеются солнечные часы, предположительно восходящие к эпохе португальского правления. Солнечные часы отмечают не каждый из двенадцати часов дня, а скорее — определённые периоды, которые были значимыми для людей того времени.
Главное здание замка было резиденцией губернатора, где останавливался Джеральд Энджи, первый губернатор Бомбея. Позже резиденцию переместили в Парел, а затем в последующие два столетия она находилась в Малабар Хилл. Сегодня в здании размещаются офисы главнокомандующего адмирала западных военно-морских сил.